# August Adam (Theologe)
August Adam (* 14. April 1888 in Pursruck, Oberpfalz; † 5. Februar 1965 in Straubing) war ein deutscher katholischer Priester und Theologe.

## Werdegang
Adam kam am 14. April 1888 in dem oberpfälzischen Pfarrdorf Pursruck als eines von elf Kindern des Lehrers Clemens Adam und dessen Ehefrau Babette zur Welt. Wie sein zwölf Jahre älterer Bruder Karl (1876–1966) wurde er ebenfalls Priester und Theologe.
Die Priesterweihe empfing er am 4. Juli 1911 im Regensburger Dom. Er war Dompfarrkooperator in Regensburg und studierte ab 1922 bei seinem Bruder in Tübingen. Nach seiner Promotion im Jahr 1924 war er Religionslehrer an der Realschule in Straubing. Von 1928 bis 1953 unterrichtete er am Humanistischen Gymnasium in Straubing.
Er veröffentlichte mehrere theologische Schriften, darunter "Der Primat der Liebe", die er "Untersuchung über die Einordnung der Sexualmoral in das Sittengesetz" benannte. Als Abgeordneter der CSU gehörte er von 11. Januar 1946 bis 26. Dezember 1948 dem Straubinger Stadtrat an; er legte das Mandat aus gesundheitlichen Gründen nieder. 